# Porta a Porta
Porta a Porta è un programma televisivo italiano di genere talk show e rotocalco ideato e condotto da Bruno Vespa, in onda su Rai 1 dal 22 gennaio 1996 in seconda serata ed eccezionalmente in prima serata in coincidenza di eventi di particolare rilevanza. Il programma viene realizzato presso lo studio 5 del Centro di produzione TV Raffaella Carrà.

## Il programma
Il talk show vede politici, esperti, personaggi televisivi e protagonisti della cronaca chiamati a confrontarsi su una o più tematiche. Gli ospiti entrano nello studio uno per volta passando attraverso una porta aperta da un addetto che funge da maggiordomo, impersonato dall'attore Paolo Baroni. La sigla del programma, arrangiata nel corso delle varie edizioni, è la colonna sonora del film Via col vento. Nel corso degli anni, per la sua centralità nella scena politica italiana il programma è stato definito la terza Camera dello Stato. Insieme al Maurizio Costanzo Show, è considerato uno dei programmi televisivi che più hanno fatto la storia della seconda serata in Italia. Dal 10 al 16 marzo 2020 il programma non è andato in onda a seguito dell'emergenza COVID-19 in Italia.

## Collocazione in palinsesto
Nella prima stagione la trasmissione si occupava esclusivamente di politica ed andava in onda due sere a settimana (lunedì e mercoledì) alternandosi al programma di costume Cliché condotto da Carmen Lasorella, in onda per tre sere (martedì, giovedì e venerdì). Dalla seconda stagione, cancellato Cliché, il programma amplia il proprio raggio di azione occupandosi anche di costume e società, continuando ad andare in onda due sere a settimana. Nella quarta edizione, in onda nella stagione 1998/1999 la trasmissione va in onda solo il lunedì in seconda serata e il martedì in prima serata. Dalla stagione 1999/2000 torna in onda in pianta stabile in seconda serata con quattro appuntamenti dal lunedì al giovedì, tranne nella stagione 2011/2012 quando oltre a 4 seconde serate a settimana va in onda anche in prima serata al mercoledì con un ciclo di 9 appuntamenti a cadenza occasionale dal titolo PrimaSerata Porta a Porta. In seguito le serate vengono ridotte da quattro a tre alla settimana; prima dal lunedì al mercoledì e poi dal martedì al giovedì. In occasione di particolari eventi di politica e cronaca la trasmissione approda in prima serata con delle puntate speciali, mentre in occasione di elezioni amministrative e politiche sia italiane che internazionali, referendum e ballottaggi, la trasmissione va in onda in seconda serata anche alla domenica con lunghe maratone che seguono l'esito degli scrutini.

## Puntate rilevanti

Il primo logo del programma

Nella storia del programma, Bruno Vespa ha affrontato temi spesso controversi, talora con la partecipazione di personaggi di alto profilo istituzionale, sia italiani che stranieri.
- Nella prima puntata, andata in onda il 22 gennaio 1996, l'ospite è Romano Prodi, leader della coalizione di centrosinistra e - come tale - aspirante presidente del consiglio alla vigilia delle elezioni politiche dello stesso anno; nella seconda puntata, in onda il 25, gli ospiti sono Massimo D'Alema e Gianfranco Fini.
- Il 23 febbraio 1998 va in onda da New York una puntata speciale dedicata alla vittoria del MusiCares Person of the Year da parte di Luciano Pavarotti.
- Il 16 ottobre 1998, durante la trasmissione di una puntata speciale dedicata al ventesimo anniversario di pontificato di Giovanni Paolo II, papa Wojtyla si collega con Bruno Vespa ringraziandolo per la puntata.
- Alla vigilia delle elezioni politiche nazionali, l'8 maggio 2001, Silvio Berlusconi sceglie lo studio di Porta a Porta per annunciare il suo celebre impegno programmatico con gli elettori, firmando il contratto con gli italiani.
- Il 5 novembre 2001 Vespa si collega con il Presidente dell'Unione Musulmani d'Italia Adel Smith, che lancia pesanti anatemi contro Papa Wojtyla e contro il crocifisso. Il conduttore si dissocia da Smith e chiude frettolosamente il collegamento[4].
- Il 16 ottobre 2003 va in onda una puntata speciale in occasione del 25º anniversario di pontificato di Papa Giovanni Paolo II.
- Il 14 aprile 2004, alle ore 22:10, in Iraq dei rapitori uccidono l'italiano Fabrizio Quattrocchi; la notizia viene rilanciata in tutto il mondo, in particolare dall'emittente araba Al Jazeera dal Cairo. Bruno Vespa dedica una puntata speciale all'omicidio di Quattrocchi, interrompendo la serata dei David di Donatello, in onda su Rai 1. Tra gli ospiti della puntata l’allora ministro degli Esteri Franco Frattini, che di fronte alla domanda di Vespa ammette, durante la trasmissione, di avere notizia dell'uccisione di uno degli ostaggi[5].
- Nel giugno del 2005 Bruno Vespa festeggia le 1000 puntate del programma con una puntata intitolata Porta a Porta 1000.
- Il 14 marzo 2006, in vista delle imminenti elezioni politiche, il programma di Bruno Vespa ospitò in prima serata il primo confronto televisivo tra il leader di Forza Italia Silvio Berlusconi e il capo de L'Ulivo Romano Prodi, moderato dall’allora direttore del TG1 Clemente Mimun. Tale puntata, con 16.129.000 spettatori e il 52,13% di share, è in assoluto la puntata più vista della storia di Porta a Porta.[6]
- Il 26 aprile 2012 Porta a Porta festeggia le 2000 puntate.[7]
- Il 19 maggio 2014 il leader del Movimento 5 Stelle Beppe Grillo torna dopo 21 anni in uno studio Rai e sceglie il programma di Vespa per la campagna elettorale delle elezioni europee del 2014; la trasmissione ottenne un notevole successo, facendo registrare il 27% di share[8].
- Il 26 marzo 2018 va in onda in seconda serata una puntata speciale dedicata alla morte di Fabrizio Frizzi.
- Il 26 settembre 2018 Bruno Vespa ospita Farah Diba, vedova dello scià di Persia Mohammad Reza Pahlavi, mai entrata prima in uno studio televisivo italiano.
- Il 21 gennaio 2021 (con un collage di immagini di archivio) e il 17 febbraio 2021 con una puntata speciale in diretta, vengono ricordati i 25 anni della trasmissione.[9]
- A seguito dell'invasione russa dell'Ucraina del 2022, Bruno Vespa intervista diverse volte il presidente ucraino Volodymyr Zelens'kyj: la prima intervista va in onda durante la puntata del 12 maggio 2022, dove il presidente in collegamento da Kiev e risponde alle domande del conduttore; la seconda viene effettuata nel gennaio 2023, quando Vespa va personalmente in Ucraina per intervistare il presidente: l’intervista va in onda durante la puntata del 17 gennaio; la terza intervista viene effettuata il 13 maggio 2023 con Zelens'kyj in visita ufficiale in Italia.

## Puntate speciali in prima serata
| Data              | Titolo                                                    | Descrizione | Telespettatori                            | Share                               |
| ----------------- | --------------------------------------------------------- | --- | ----------------------------------------- | ----------------------------------- |
| 19 marzo 1996     | Speciale Elezioni Politiche                               | Puntata speciale con il confronto tra Pier Ferdinando Casini (in sostituzione di Silvio Berlusconi che dette forfait all'ultimo momento) e Umberto Bossi |                                           |                                     |
| 26 marzo 1996     | Speciale Elezioni Politiche                               | Puntata speciale con il confronto tra Gianfranco Fini e Massimo D'Alema | 5.300.000                                 | 18,30%                              |
| 2 aprile 1996     | Speciale Elezioni Politiche                               | Puntata speciale con, nella prima parte interviste ai candidati alle elezioni Silvio Berlusconi e Lamberto Dini e nella seconda parte dibattito a quattro per venti minuti di confronto con Luigi Berlinguer, Rocco Buttiglione, Francesco Speroni e Marco Pannella. | 4.970.000 (1ª parte) 4.568.000 (2ª parte) | 17,42% (1ª parte) 16,86% (2ª parte) |
| 9 aprile 1996     | Speciale Elezioni Politiche                               | Puntata speciale con il confronto tra Silvio Berlusconi e Massimo D'Alema e la presenza in studio di Lamberto Dini, Gianfranco Fini e Umberto Bossi. | 8.159.000                                 | 31,16%                              |
| 10 giugno 1997    | Speciale Referendum                                       | Puntata speciale dedicata ai quesiti referendari del 15 giugno 1997. Intervengono Sandro Curzi, Marco Pannella, Fulco Pratesi, Giovanni Pellegrino, Antonio Martino, Nerio Nesi, Ferruccio De Bortoli |                                           |                                     |
| 1º luglio 1997    | Speciale Bicamerale                                       | Puntata speciale dedicata alla Bicamerale, ovvero la Commissione parlamentare per le riforme costituzionali, costituita nello stesso anno durante la XIII legislatura per lo studio e la presentazione di una riforma della Costituzione. Ospiti Silvio Berlusconi e Massimo D'Alema. | 3.357.000                                 | 16,26%                              |
| 8 ottobre 1997    | Speciale crisi di Governo                                 | Puntata speciale dedicata alla crisi del Governo Prodi. |                                           |                                     |
| 7 maggio 1998     | Speciale Campania                                         | Puntata speciale dedicata all'alluvione che ha colpito la Campania ed in particolare i comuni di Sarno e Quindici. |                                           |                                     |
| 13 ottobre 1998   | Vent'anni con Giovanni Paolo II                           | Puntata speciale dedicata ai vent'anni di pontificato di Giovanni Paolo II. Riccardo Muti suona dalla cappella Sistina con l'Orchestra della Scala di Milano e il Coro dell'Accademia di Santa Cecilia, Luciano Pavarotti in collegamento da Modena, canta l'Ave Maria di Schubert, Andrea Bocelli interpreta, da Miami, il Panis Angelicus di Franck. Tra gli ospiti Vittorio Gassman e Susanna Tamaro. Durante la puntata il papa interviene in trasmissione collegandosi al telefono.                                                                                      |                                           |                                     |
| 2 febbraio 1999   | Speciale Ferrari                                          | Puntata speciale dedicata alla Ferrari, nella quale Michael Schumacher entra in studio a bordo della Ferrari F399. Tra gli ospiti in studio e in collegamento Gianni Agnelli, Luciano Pavarotti, Marco Pantani, Gabriel Batistuta e Gianfranco Ferré. | 5.092.000                                 |                                     |
| 13 aprile 1999    | Insieme per il Kosovo                                     | Puntata speciale di solidarietà per i profughi del Kosovo realizzata da Rai 1 e Canale 5 con Bruno Vespa dallo studio di Porta a porta e Maurizio Costanzo dal teatro Parioli del Maurizio Costanzo Show, con gli interventi del Presidente del Consiglio Massimo D'Alema e di Silvio Berlusconi. L'evento sostiene la Missione Arcobaleno. Tra gli ospiti Milly Carlucci, Fabrizio Frizzi, Carlo Conti, Anna Falchi, Giancarlo Magalli, Tullio Solenghi, Stefania Belmondo, Yuri Chechi, Albano Carrisi, Patty Pravo, e il coro del Nabucco in diretta dall'Arena di Verona. |                                           |                                     |
| 27 aprile 1999    | Speciale Padre Pio                                        | Puntata speciale dedicata alla vicenda umana e spirituale di Padre Pio, i miracoli che gli vengono attribuiti, la vita travagliata e la beatificazione in programma il 2 maggio 1999. Tra gli ospiti, in collegamento da San Giovanni Rotondo, Lino Banfi. |                                           |                                     |
| 13 maggio 1999    | Speciale Elezioni Presidenziali                           | Puntata speciale dedicata all'elezione di Carlo Azeglio Ciampi a presidente della Repubblica. Tra gli ospiti Romano Prodi e Indro Montanelli. |                                           |                                     |
| 14 maggio 2001    | Speciale Elezioni                                         | Puntata speciale dedicata alle elezioni politiche del 13 maggio 2001. | 7.581.000                                 | 28,89%                              |
| 20 luglio 2001    | Speciale G8                                               | Puntata speciale dedicata al G8. Tra gli Gianfranco Fini, Renato Ruggiero, Piero Fassino, Fausto Bertinotti. |                                           |                                     |
| 11 settembre 2001 |                                                           | Puntata speciale del programma dedicata all'attacco delle Torri Gemelle e al Pentagono negli Stati Uniti. | 8.200.000                                 |                                     |
| 12 settembre 2001 |                                                           | Puntata speciale del programma dedicata agli attentati terroristici avvenuti negli Stati Uniti il giorno precedente. | 7.099.000                                 | 35,43%                              |
| 15 settembre 2001 |                                                           | Puntata speciale del programma dedicata agli attentati terroristici avvenuti negli Stati Uniti. | 6.922.000                                 | 34,64%                              |
| 7 ottobre 2001    |                                                           | Puntata speciale dedicata all'attacco Usa ai talebani in Afghanistan |                                           |                                     |
| 8 ottobre 2001    |                                                           | Seconda puntata speciale dedicata all'attacco USA ai talebani in Afghanistan. | 3.908.000                                 | 18,02%                              |
| 11 ottobre 2001   |                                                           | Puntata speciale ad un mese dall'11 settembre, giorno dell'attentato terroristico alle Torri gemelle di New York e al Pentagono. Tra gli ospiti Giuliano Urbani, Stefania Prestigiacomo, Pippo Baudo, Renzo Arbore, Vittorio Feltri. |                                           |                                     |
| 27 novembre 2001  |                                                           | Puntata speciale dedicata all'arrivo dell'Euro. Vespa intervista il presidente della Repubblica Carlo Azeglio Ciampi. Tra gli ospiti il ministro Giulio Tremonti, Lino Banfi, Pippo Baudo, Valeria Marini. Nella puntata viene trasmessa una testimonianza del Governatore della Banca d'Italia Antonio Fazio. | 4.847.000                                 | 20,62%                              |
| 14 marzo 2002     |                                                           | Puntata speciale dedicata al Delitto di Cogne. | 8.380.000                                 | 36,11%                              |
| 18 aprile 2002    |                                                           | Puntata speciale dedicata all'Incidente aereo al Grattacielo Pirelli avvenuto nella stessa giornata. |                                           |                                     |
| 19 maggio 2002    |                                                           | Puntata speciale dedicata all'Italia vincente nello sport e nella moda, con la Nazionale di calcio e la scuderia della Ferrari. Tra gli ospiti i calciatori della Nazionale Italiana con il tecnico Giovanni Trapattoni, Luca Cordero di Montezemolo, Michael Schumacher, Jean Todt, Antonio Cabrini, Luisa Corna, Valeria Marini, Nando Martellini, Alba Parietti, Bruno Pizzul, Paolo Rossi, Enrico Ruggeri, Marco Tardelli, Simona Ventura, e i modelli di Donatella Versace.                                                                                              |                                           |                                     |
| 27 maggio 2002    | Speciale Elezioni                                         | Puntata speciale per commentare i risultati delle elezioni amministrative. Tra gli ospiti Rocco Buttiglione, Maurizio Gasparri, Marco Follini, Renato Schifani, Gavino Angius, Fausto Bertinotti, Enrico Boselli, Oliviero Diliberto, Clemente Mastella, Arturo Parisi, Alfonso Pecorario Scanio. |                                           |                                     |
| 7 giugno 2002     | Speciale Padre Pio                                        | Puntata speciale dedicata alla figura di Padre Pio in attesa della proclamazione a santo prevista il 16 giugno 2002. Tra gli ospiti Giulio Andreotti, Albano, Pippo Baudo, Elisabetta Gardini, Valeria Marini, Irene Pivetti, Elena Sofia Ricci, Katia Ricciarelli, Luciano Rispoli e Franco Zeffirelli. | 5.025.000                                 | 25,20%                              |
| 11 settembre 2002 |                                                           | Puntata speciale del programma ad un anno dall'attacco delle Torri Gemelle e al Pentagono. Vespa ricorda quel giorno con testimoni e protagonisti sopravvissuti alla strage. |                                           |                                     |
| 31 ottobre 2002   |                                                           | Puntata speciale dedicata al terremoto che ha colpito il Molise ed in particolare il piccolo comune di San Giuliano di Puglia. |                                           |                                     |
| 25 febbraio 2003  |                                                           | Puntata speciale dedicata ad Alberto Sordi, scomparso lo stesso giorno. Tra gli ospiti Walter Veltroni, Carlo Verdone, Giulio Andreotti, Pippo Baudo, Maurizio Gasparri, Paolo Villaggio, Vincenzo Mollica, Tullio Kezich, Francesco Alberoni e Valeria Marini. |                                           |                                     |
| 20 marzo 2003     | Guerra in Iraq                                            | Puntata speciale dedicata alla guerra in Iraq. Tra gli ospiti Gianfranco Fini, Francesco Rutelli, Marco Follini e Fausto Bertinotti. | 6.041.000                                 | 23,28%                              |
| 22 marzo 2003     | Guerra in Iraq                                            | Puntata speciale dedicata alla guerra in Iraq. | 4.299.000                                 | 18,05%                              |
| 13 novembre 2003  |                                                           | Puntata speciale dedicata all'attentato avvenuto nella città di Nāṣiriya contro le forze armate italiane partecipanti alla missione militare "Operazione Antica Babilonia", che provocò 28 morti di cui 19 italiani. |                                           |                                     |
| 28 settembre 2004 |                                                           | Puntata speciale dedicata alla liberazione delle due volontarie Simona Pari e Simona Torretta rapite a Baghdad. |                                           |                                     |
| 5 gennaio 2005    |                                                           | Puntata speciale in onda nella giornata europea di lutto in ricordo delle vittime del Terremoto e maremoto dell'Oceano Indiano del 2004. | 6.259.000                                 | 27,04%                              |
| 1º aprile 2005    |                                                           | Puntata speciale dedicata alle gravi condizioni di salute di papa Giovanni Paolo II. | 6.359.000                                 | 27,74%                              |
| 2 aprile 2005     |                                                           | Puntata speciale dedicata alle gravi condizioni di salute di papa Giovanni Paolo II. Durante la serata viene annunciata la morte del pontefice. |                                           |                                     |
| 15 aprile 2005    |                                                           | Puntata speciale dedicata all'inizio del conclave per l'elezione del nuovo pontefice. |                                           |                                     |
| 18 aprile 2005    |                                                           | Puntata speciale con ultimi aggiornamenti sul conclave per l'elezione del nuovo pontefice. Tra gli ospiti don Antonio Mazzi, suor Paola, Andrea Bocelli e Massimo Ghini. | 3.274.000                                 | 14,10%                              |
| 19 aprile 2005    |                                                           | Puntata speciale dedicata all'elezione di papa Benedetto XVI. | 3.604.000                                 | 17,45%                              |
| 7 luglio 2005     | Attentato a Londra                                        | Puntata speciale dedicata agli attentati terroristici che hanno colpito la città di Londra. |                                           |                                     |
| 2 aprile 2006     | La scomparsa di Karol Wojtyla - Quella sera, un anno dopo | Puntata speciale in ricordo di papa Giovanni Paolo II ad un anno dalla sua morte. | 4.330.000                                 | 18,79%                              |
| 3 aprile 2006     |                                                           | Puntata speciale con il secondo confronto tra il leader di Forza Italia Silvio Berlusconi e il capo de L'Ulivo Romano Prodi, in vista delle imminenti elezioni politiche. | 12.183.000                                | 42,10%                              |
| 10 aprile 2006    | Speciale Elezioni 2006                                    | Puntata speciale dedicata ai risultati delle elezioni politiche |                                           |                                     |
| 10 maggio 2006    | Speciale elezione Presidente della Repubblica             | Puntata speciale dedicata all'elezione del presidente delle Repubblica Giorgio Napolitano. | 4.298.000                                 | 17,67%                              |
| 18 giugno 2006    | Speciale Referendum                                       | Puntata speciale dedicata ai referendum in programma il 25 e 26 giugno 2006. |                                           |                                     |
| 14 aprile 2008    | Speciale elezioni politiche 2008                          | Puntata speciale dedicata alle elezioni politiche del 14 aprile 2008. | 5.548.000                                 | 23,72%                              |
| 9 febbraio 2009   | Speciale Eluana Englaro                                   | Puntata speciale dedicata alla morte di Eluana Englaro, la donna italiana che, a seguito di un incidente stradale, visse in stato vegetativo per 17 anni, fino alla morte avvenuta il 7 febbraio a seguito dell'interruzione della nutrizione artificiale. | 4.302.000                                 | 17,31%                              |
| 6 aprile 2009     | Speciale Terremoto in Abruzzo                             | Puntata speciale dedicata terremoto che ha colpito l'Abruzzo. | 6.777.000                                 | 26,93%                              |
| 8 giugno 2009     | Speciale elezioni europee 2009                            | Puntata speciale dedicata alle elezioni europee del 6 e 7 giugno 2009 | 3.571.000                                 | 15,44%                              |
| 3 luglio 2009     | 50 anni di Italia da amare                                | Puntata speciale dedicata al G8 e ai successi dell'Italia. | 2.702.000                                 | 17,17%                              |
| 15 settembre 2009 | Speciale Terremoto Abruzzo                                | Puntata speciale dedicata alla consegna delle prime case ai terremotati d'Abruzzo, avvenuta il giorno stesso. | 3.219.000                                 | 13,47%                              |
| 29 marzo 2010     | Speciale elezioni regionali 2010                          | Puntata speciale dedicata alle elezioni regionali. | 3.649.000                                 | 14,26%                              |
| 12 maggio 2010    | Speciale Fatima                                           | Puntata speciale dedicata ai segreti di Fatima e la visita al santuario mariano di Benedetto XVI. Tra gli ospiti Joaquin Navarro Valls, Andrea Riccardi, Vittorio Messori, Alfredo Wielmarin, Giovanni Saigarello e Angela Volpini. | 4.791.000                                 | 18,61%                              |
| 1º maggio 2011    | Una vita da santo                                         | Puntata speciale dedicata alla beatificazione di papa Giovanni Paolo II. Tra gli ospiti il cardinale Tarcisio Bertone, Lech Walesa, Joaquin Navarro Valls, Andrea Riccardi, Andrea Bocelli, Vittorio Messori, monsignor Slawomir Oder, Albano. | 3.650.000                                 | 15,75%                              |
| 16 maggio 2011    | Speciale Elezioni Amministrative                          | Puntata speciale dedicata alle elezioni amministrative tenutesi tra il 15 e 16 maggio 2001 in 1200 comuni e 11 province italiane. | 4.018.000                                 | 15,06%                              |
| 10 settembre 2011 | 11 settembre 2001 - i 10 anni che hanno cambiato il mondo | Puntata speciale in onda in diretta da Ground Zero a New York per ricordare il decimo anniversario del crollo delle Torri Gemelle e ripercorrere la lunga scia di terrorismo internazionale che ha caratterizzato il decennio 2001-2011. | 1.638.000                                 | 9,80%                               |
| 11 febbraio 2013  | La grande rinuncia                                        | Puntata speciale dedicata alle storiche dimissioni di papa Benedetto XVI. | 3.289.000                                 | 11,90%                              |
| 25 febbraio 2013  | Speciale Elezioni Politiche - Chi ha vinto?               | Puntata speciale dedicata alle elezioni politiche del 24 e 25 febbraio 2013. | 5.329.000                                 | 24,60%                              |
| 13 marzo 2013     | Habemus Papam Francesco                                   | Puntata speciale dedicata all'elezione di papa Francesco. | 5.040.000                                 | 18,21%                              |
| 20 aprile 2013    | Il ritorno di Napolitano                                  | Puntata speciale dedicata all'elezione del presidente della Repubblica, alla crisi politica in atto, e alla disponibilità di Giorgio Napolitano ad un bis. | 2.495.000                                 | 10,83%                              |
| 25 luglio 2013    | Francesco tra i giovani                                   | Puntata speciale con ospiti in studio e vari reportage nella quale Vespa ripercorre i primi quattro mesi di pontificato di Bergoglio e si collega con il Brasile per le ultime notizie sul viaggio pastorale del papa. | 2.859.000                                 | 14,70%                              |
| 1º agosto 2013    | Tutto cambia?                                             | Puntata speciale dedicata alla sentenza della Cassazione sul processo Mediaset. | 2.498.000                                 | 14,43%                              |
| 27 novembre 2013  | Il giorno di Berlusconi                                   | Puntata speciale dedicata al voto per la decadenza da senatore di Silvio Berlusconi (presente in studio). | 2.134.000                                 | 8,52%                               |
| 26 maggio 2014    | Speciale elezioni Europee                                 | Puntata speciale dedicata alle elezioni europee del 24 e 25 maggio. | 2.820.000                                 | 12%                                 |
| 9 gennaio 2015    | Strage Charlie Hebdo: caccia ai killer                    | Puntata speciale dedicata all'attentato alla redazione del periodico satirico francese Charlie Hebdo. | 2.462.000                                 | 11,02%                              |
| 14 gennaio 2015   | Speciale dimissioni Giorgio Napolitano                    | Puntata speciale dedicata alle dimissioni del presidente delle Repubblica Giorgio Napolitano. Presenti in studio e in collegamento analisti, opinionisti e politici. | 1.989.000                                 | 7,84%                               |
| 31 gennaio 2015   | Sergio Mattarella - Nuovo Presidente della Repubblica     | Puntata speciale dedicata all'elezione di Sergio Mattarella a presidente della Repubblica. | 2.305.000                                 | 10,47%                              |
| 18 marzo 2015     | La strage di Tunisi                                       | Puntata speciale dedicata all'attacco avvenuto nella stessa giornata al Museo del Bardo di Tunisi. | 2.285.000                                 | 8,80%                               |
| 19 giugno 2015    | Il Volo a New York                                        | Puntata speciale realizzata a New York e dedicata ai successi americani de Il Volo, che ha visto la presenza, tra gli altri, di Woody Allen, Michele Torpedine, Sirio Maccioni, Lidia Bastianich, Antonio Monda e John Turturro. | 4.277.000                                 | 19,84%                              |
| 26 giugno 2015    | Venerdì nero del terrorismo                               | Puntata speciale in cui si analizzano e raccontano gli attentati avvenuti in giornata tra Tunisia, Kuwait, Siria e Francia. | 2.369.000                                 | 12,08%                              |
| 14 novembre 2015  | Il massacro di Parigi                                     | Puntata speciale dedicata dedicate agli attentati di Parigi del 13 novembre 2015 | 3.423.000                                 | 15,39%                              |
| 15 gennaio 2016   | Dalla Russia con Al Bano                                  | Puntata realizzata a Mosca con ospite d'onore Albano Carrisi, nella quale si ripercorre la sua carriera e i suoi successi all'estero, in particolare nei Paesi dell'est. | 3.445.000                                 | 14,02%                              |
| 17 febbraio 2016  | 20 Anni di Porta a Porta...20 Anni d'Italia               | Puntata speciale dedicata ai festeggiamenti per i 20 anni della trasmissione. Tra gli ospiti intervengono Silvio Berlusconi, Carlo Conti, Milly Carlucci, Antonella Clerici, Paolo Belli, Fabrizio Frizzi, Valeria Marini, Romano Prodi, Giovanni Allevi, Il Volo, Fiorello, Al Bano, Peppino Di Capri, Roberta Bruzzone e Simona Izzo. | 3.116.000                                 | 13,56%                              |
| 24 agosto 2016    | La terra trema ancora                                     | Puntata speciale dedicata al terremoto che ha colpito il Centro Italia. | 3.051.000                                 | 17,80%                              |
| 25 agosto 2016    | Il cuore dell'Italia con loro                             | Puntata speciale dedicata al terremoto che ha colpito il Centro Italia. | 2.046.000                                 | 12,80%                              |
| 16 novembre 2016  | Si o No? Speciale Referendum                              | Puntata speciale dedicata al referendum costituzionale del 4 dicembre. | 1.979.000                                 | 9,12%                               |
| 19 gennaio 2017   | Tragedia bianca                                           | Puntata speciale dedicata alla valanga che travolse l'Hotel Rigopiano di Farindola e uccise 29 persone. | 4.061.000                                 | 15,70%                              |
| 5 marzo 2018      | Speciale elezioni politiche - Chi ha vinto?               | Puntata speciale dedicata agli esiti delle elezioni politiche del 2018. | 3.693.000                                 | 14,50%                              |
| 27 maggio 2019    | Speciale elezioni europee                                 | Puntata speciale per seguire l'andamento delle elezioni europee con il commento e l'analisi del voto e i risultati delle elezioni amministrative con ospiti politici, giornalisti in studio e collegamenti con le principali capitali europee. | 2.478.000                                 | 11,60%                              |
| 6 marzo 2020      | L'Italia unita ce la farà                                 | Puntata speciale intitolata L'Italia unita ce la farà, dedicata alla pandemia di Coronavirus e delle misure restrittive adottate per contrastarla, con molti ospiti in studio, tra cui i principali conduttori di Rai 1). | 3.301.000                                 | 14,10%                              |
| 21 settembre 2020 | Speciale Elezioni 2020                                    | Puntata speciale realizzata in occasione del referendum costituzionale sulla riduzione del numero dei parlamentari, delle elezioni suppletive del Senato, delle elezioni regionali e delle elezioni amministrative in 962 comuni. Nel corso della serata vengono analizzati tutti i risultati. | 1.214.000                                 | 7,30%                               |
| 4 ottobre 2021    | Speciale Elezioni 2021                                    | Puntata speciale realizzata in occasione delle elezioni amministrative. Nel corso della serata vengono analizzati tutti i risultati. | 1.431.000                                 | 8,50%                               |
| 29 gennaio 2022   | Mattarella la conferma                                    | Puntata speciale dedicata alla rielezione a presidente della Repubblica Sergio Mattarella. In studio e in collegamento politi, analisti, direttori di giornali. | 1.660.000                                 | 8,80%                               |
| 9 marzo 2022      | Guerra in Ucraina e poi?                                  | Puntata speciale dedicata alla guerra in Ucraina con collegamenti con gli inviati dal fronte e dai confini e le drammatiche storie di donne e di bambini in fuga. In studio e in collegamento analisti, direttori di giornali. | 1.496.000                                 | 8,70%                               |
| 15 settembre 2022 | Italia al voto                                            | Prima puntata speciale con i leader dei partiti che partecipano all'imminente campagna elettorale. | 1.100.000                                 | 7%                                  |
| 22 settembre 2022 | Italia al voto                                            | Seconda puntata speciale con i leader dei partiti che partecipano all'imminente campagna elettorale. | 1.526.000                                 | 9,6%                                |
| 12 giugno 2023    | Silvio Berlusconi - L'uomo che ha cambiato l'Italia       | In occasione della scomparsa di Silvio Berlusconi, avvenuta il 12 giugno 2023, viene realizzata una puntata del programma in cui, alla presenza di numerosi ospiti, viene ricordato l'imprenditore e leader di Forza Italia. | 1.835.000                                 | 10,5%                               |
| 14 giugno 2023    | L'addio a Silvio Berlusconi                               | Puntata speciale realizzata nel giorno dei funerali di Silvio Berlusconi nella quale si ricorda la figura dell'imprenditore e politico. | 1.572.000                                 | 9,1%                                |
| 29 novembre 2023  | Mafie - Le vittime                                        | Puntata speciale dedicata alle vittime delle mafie con in studio la presidente del Consiglio Giorgia Meloni e la segretaria del PD Elly Schlein. | 966.000                                   | 6,1%                                |
| 10 giugno 2024    | Speciale Europee e Amministrative 2024                    | Puntata speciale dedicata alle elezioni europee e amministrative dell'8 e 9 giugno. | 886.000                                   | 5,87%                               |
| 21 aprile 2025    | Morte di papa Francesco                                   | Puntata speciale dedicata alla morte di papa Francesco. | 2.476.000                                 | 16,2%                               |
| 26 aprile 2025    | Il nuovo inizio di Francesco                              | Puntata speciale dedicata al funerale di papa Francesco e ai risvolti religiosi, politico e sociali legati alla morte del pontefice. | 2.321.000                                 | 14%                                 |
| 8 maggio 2025     | A sorpresa un papa americano. Si chiama Leone XIV         | Puntata speciale dedicata all'elezione di papa Leone XIV. | 3.252.000                                 | 16,9%                               |
| 18 maggio 2025    | Comincia il cammino di papa Leone XIV                     | Puntata speciale dedicata all'inizio del ministero petrino di papa Leone XIV. | 1.300.000                                 | 7,7%                                |

## PrimaSerata Porta a Porta
Nella stagione 2011/2012 viene realizzato un ciclo di 9 appuntamenti a cadenza variabile in onda in prime time dal titolo PrimaSerata Porta a Porta, con un impianto simile all'appuntamento di seconda serata ma con più ospiti e collegamenti in diretta.. La puntata prevista il 7 marzo 2012 con ospite Silvio Berlusconi, viene annullata poco prima della registrazioni per problemi interni al partito Forza Italia.
| Data | Titolo           | Descrizione | Telespettatori | Share  |
| ---- | ---------------- | --- | -------------- | ------ |
| 1ª   | 9 novembre 2011  | Puntata incentrata sull'annuncio delle dimissioni del Governo Berlusconi, con ospiti tra gli altri Angelino Alfano, Antonio Di Pietro, Ignazio La Russa e Rosy Bindi. | 3.902.000      | 15,50% |
| 2ª   | 14 dicembre 2011 | Puntata dedicata alla manovra finanziaria in corso. Tra gli ospiti Angelino Alfano, Anna Finocchiaro e Roberto Maroni.                                                | 3.404.000      | 14,87% |
| 3ª   | 18 gennaio 2012  | Puntata dedicata al naufragio della nave da crociera Costa Concordia.                                                                                                 | 4.346.000      | 17,45% |
| 4ª   | 21 marzo 2012    | Puntata dedicata alla situazione politica del Paese con ospite tra gli altri Pier Luigi Bersani.                                                                      | 2.907.000      | 12,15% |
| 5ª   | 4 aprile 2012    | | 2.378.000      | 9,88%  |
| 6ª   | 11 aprile 2012   | | 2.689.000      | 10,10% |
| 7ª   | 29 maggio 2012   | | 4.073.000      | 16,36% |
| 7ª   | 29 giugno 2012   | Puntata dedicata all'Euro e agli Europei di calcio. | 2.246.000      | 13,26% |
| 8ª   | 4 luglio 2012    | Un'estate italiana:1968 - Puntata dedicata all'estate del 1968. Ultimo appuntamento del ciclo estivo trasmesso solitamente in seconda serata.                         | 2.223.000      | 11,95% |
| 9ª   | 11 luglio 2012   | | 2.077.000      | 12,39% |

## Puntate speciali in access prime time
| Data             | Titolo                                      | Descrizione | Telespettatori | Share  |
| ---------------- | ------------------------------------------- | --- | -------------- | ------ |
| 6 dicembre 2011  | A colloquio con il Presidente del Consiglio | Puntata speciale in cui Bruno Vespa intervista il Presidente del Consiglio Mario Monti                                                                                            | 6.083.000      | 21,83% |
| 13 ottobre 2013  | Un mare di morti                            | Puntata speciale dedicata al naufragio che a Lampedusa provocò 368 morti accertati e circa 20 dispersi presunti.                                                                  | 4.050.000      | 15,15% |
| 2 luglio 2014    | La sfida europea                            | Puntata speciale in cui Bruno Vespa intervista il presidente del Consiglio Matteo Renzi                                                                                           | 3.058.000      | 14,13% |
| 17 luglio 2019   | Addio al padre di Montalbano                | Puntata speciale dedicata al ricordo dello scrittore e sceneggiatore Andrea Camilleri, scomparso a 93 anni il 17 luglio 2019.                                                     | 2.511.000      | 13,80% |
| 22 dicembre 2022 | Giorgia Meloni e il futuro dell'Italia      | Puntata speciale in cui Bruno Vespa intervista la presidente del Consiglio Giorgia Meloni.                                                                                        | 3.481.000      | 17,50% |
| 13 giugno 2023   | A chi l'eredità politica di Berlusconi?     | In occasione della scomparsa di Silvio Berlusconi viene realizzata in access prime time una puntata speciale nella quale viene ricordato l'imprenditore e leader di Forza Italia. | 2.217.000      | 11,90% |
| 22 aprile 2025   | Addio Papa Francesco                        | Puntata speciale dedicata alla morte di papa Francesco. | 3.207.000      | 15,80% |

## Puntate speciali al pomeriggio
| Data           | Titolo           | Descrizione | Telespettatori | Share  |
| -------------- | ---------------- | --- | -------------- | ------ |
| 13 maggio 2023 | Zelenskyy a Roma | Puntata speciale dedicata alla visita ufficiale in Italia del Presidente ucraino Volodymyr Zelens'kyj. In questa occasione il programma, in onda in diretta dalla terrazza del Vittoriano di Roma, vede il presidente ucraino intervistato da Bruno Vespa e dai direttori del TG1 Monica Maggioni, del TG LA7 Enrico Mentana, di Sky TG24 Giuseppe De Bellis, dal conduttore Mediaset Nicola Porro e dai direttori di Repubblica Maurizio Molinari, del Sole 24 Ore Fabio Tamburini e dall'editorialista del Corriere della Sera Ferruccio De Bortoli. | 2.239.000      | 17,40% |

## Porta a Porta Speciale Venerdì Santo
Dal 2003 in occasione del Venerdì Santo il programma realizza delle puntate, spesso in esterna, in onda nella fascia preserale prima della Via Crucis del Papa al Colosseo. Nel 2020 e 2022 il programma è andato in onda anche con una seconda parte in seconda serata al termine della funzione religiosa.
| Data           | Titolo                                            | Descrizione | Telespettatori                            | Share                               |
| -------------- | ------------------------------------------------- | --- | ----------------------------------------- | ----------------------------------- |
| 18 aprile 2003 | La Passione dell'Iraq                             | Bruno Vespa propone un reportage dall'Iraq meridionale in cui i festeggiamenti della popolazione per la caduta di Saddam Hussein si mescolano al dolore per le distruzioni e le numerose vittime del conflitto |                                           |                                     |
| 9 aprile 2004  |                                                   | Bruno Vespa racconta il dramma della gente comune colpita dal terrorismo, salendo sui treni dei pendolari spagnoli straziati dalle bombe e incontrando i familiari delle vittime e i superstiti dell'attentato dell'11 marzo, le vedove dei carabinieri e dei soldati morti a Nassiriya. Vengono inoltre raccolte le testimonianze delle mamme israeliane e palestinesi che hanno perso i figli nella guerra in Terra Santa. |                                           |                                     |
| 25 marzo 2005  | Il Calvario del Papa                              | Bruno Vespa racconta la malattia e la sofferenza di papa Giovanni Paolo II. |                                           |                                     |
| 14 aprile 2006 | Luci dal buio                                     | Bruno Vespa racconta storie di sofferenza e di persecuzioni in nome della fede. La puntata, condotta dal Colosseo, ha come ospiti Franco Zeffirelli, Maddalena Santoro, sorella di don Andrea, Claudia Koll. |                                           |                                     |
| 6 aprile 2007  |                                                   | Bruno Vespa propone un reportage sulla sofferenza. | 4.428.000                                 | 20,19%                              |
| 21 marzo 2008  | Le croci del lavoro                               | Bruno Vespa porta per la prima volta, a tre mesi e mezzo dalla tragedia della ThyssenKrupp, le telecamere nello stabilimento di Torino dove la notte del 6 dicembre 2007 morirono sette operai. | 3.610.000                                 | 14,75%                              |
| 10 aprile 2009 | Il calvario dell’Aquila                           | Bruno Vespa raccoglie le storie e le testimonianze dei sopravvissuti al terremoto dell'Aquila, avvenuto quattro giorni prima | 4.921.000                                 | ND                                  |
| 2 aprile 2010  | La Passione della gente comune                    | Bruno Vespa propone sei storie filmate tra dolore e speranza di persone comuni alle prese con le difficoltà della vita come la perdita del lavoro o la nascita di un figlio malato | 3.704.000                                 | 16,68%                              |
| 22 aprile 2011 | Passione, Morte e Resurrezione nel mare           | Bruno Vespa racconta le storie dei migranti che arrivano in Italia con i barconi | 3.059.000                                 | 13,09%                              |
| 6 aprile 2012  | La passione di una città - L’Aquila tre anni dopo | Bruno Vespa raccoglie le storie e le testimonianze dei sopravvissuti al terremoto dell'Aquila a tre anni esatti dalla scossa | 2.918.000                                 | 12,44%                              |
| 29 marzo 2013  | Sindone Mistero Svelato?                          | Bruno Vespa e i suoi ospiti si interrogano sulla possibile soluzione del mistero della Sacra Sindone | 4.022.000                                 | 15,62%                              |
| 18 aprile 2014 | Il Santo venuto dalla Polonia                     | Bruno Vespa propone un breve reportage dai luoghi di Papa Giovanni Paolo II, che sarà canonizzato la successiva domenica, 27 aprile, insieme a Papa Giovanni XXIII | 3.787.000                                 | 15,68%                              |
| 3 aprile 2015  | La Croce degli altri                              | Bruno Vespa dedica la puntata ai cristiani che contrattaccano l'Isis, colpevole degli attacchi terroristici a Parigi | 3.172.000                                 | 13,21%                              |
| 25 marzo 2016  | La notte degli ultimi                             | Bruno Vespa racconta il mondo di quanti vivono sui marciapiedi o nei centri di accoglienza della Caritas, dalla Stazione Termini di Roma a quella Centrale di Milano | 3.494.000                                 | 14,86%                              |
| 14 aprile 2017 | La Passione sotto le macerie                      | Bruno Vespa raccoglie le testimonianze dei sopravvissuti ai terremoti che hanno colpito il Centro Italia e alla valanga sull'hotel Rigopiano in Abruzzo | 2.702.000                                 | 16,70%                              |
| 30 marzo 2018  | Il massacro silenzioso dei cristiani              | Bruno Vespa racconta storie di persone comuni la cui unica colpa era essere cristiani | 2.898.000                                 | 13,00%                              |
| 19 aprile 2019 | Una carezza al dolore dei bambini                 | Dall'Ospedale Bambino Gesù di Roma, Bruno Vespa e Flavio Insinna, in occasione dei 150 anni dell'ospedale pediatrico, raccontano le storie di dolore e speranza di alcuni piccoli pazienti e delle loro famiglie | 3.062.000                                 | 14,70%                              |
| 10 aprile 2020 | Corona di Spine                                   | Dal Colosseo, Bruno Vespa racconta il calvario di chi ha perso la vita a causa del coronavirus e si collega con i medici dell'ospedale San Matteo di Pavia e con il virologo Walter Ricciardi | 5.770.000 (1ª parte) 2.885.000 (2ª parte) | 19,40% (1ª parte) 12,40% (2ª parte) |
| 2 aprile 2021  | Il dolore e la speranza                           | Da Piazza San Pietro, Bruno Vespa con la partecipazione di Flavio Insinna raccoglie le testimonianze di sofferenza e speranza in tempo di pandemia da COVID-19 | 3.787.000                                 | 15,40%                              |
| 15 aprile 2022 | La Via Crucis dell'Ucraina                        | Speciale dedicato alle drammatiche vicende della guerra in Ucraina. In diretta dalla Cattedrale di Leopoli, Bruno Vespa racconta il conflitto attraverso approfondimenti e testimonianze | 2.451.000                                 | 13,00%                              |
| 7 aprile 2023  | La croce di Odessa                                | Dalla città di Odessa, Bruno Vespa racconta la voglia di rinascita del popolo ucraino con le testimonianze di chi nella guerra ha perduto i figli, è rimasto ferito, e spera in un ritorno alla vita e alla pace | 3.033.000                                 | 16,90%                              |
| 29 marzo 2024  | La guerra nella terra di Gesù                     | Speciale dedicato alla guerra tra Israele e Hamas. Bruno Vespa si trova in Terra Santa per raccontare le sofferenze dei popoli coinvolti nel conflitto | 3.629.000                                 | 18,80%                              |
| 18 aprile 2025 | Il dolore di Maria                                | Partendo dall'immagine simbolo della Pietà di Michelangelo, Bruno Vespa racconta la sofferenza dell'umanità attraverso le interviste ad otto madri che hanno perso i figli in guerre, tragedie sul lavoro e fatti di cronaca. | 3.253.000                                 | 18,50%                              |

## Porta a Porta Speciale Sanremo
Dal 2 al 6 marzo 2004 in occasione del Festival della Canzone Italiana Porta a Porta andò in onda da Sanremo con un'edizione speciale che sostituì il DopoFestival per quell'anno. Al fianco di Vespa Paolo Crepet, a cui venne affidato il compito di guardare e valutare la kermesse dal punto di vista psicologico; Alba Parietti nel ruolo di inviata speciale; e Renato Mannheimer, esperto in statistica, che interpellava un campione di telespettatori e richiedeva il loro parere via internet sul festival. Oltre a numerosi cantanti in ognuna delle quattro puntate venivano coinvolti anche esponenti politici.

## Porta a Porta - Speciale Premio Regia Televisiva
Lunedì 22 marzo 2004, in diretta dal Teatro Ariston di Sanremo, Bruno Vespa conduce in seconda serata una puntata speciale del talk show con ospiti i vincitori e protagonisti della 44ª edizione del Premio TV - Premio regia televisiva, andato in onda la stessa sera sempre su Rai 1 dal medesimo teatro.

## Porta a Porta allo Strega
Giovedì 3 luglio 2003 e giovedì 1º luglio 2004 vengono realizzate in diretta in seconda serata dal Ninfeo di Villa Giulia a Roma due puntate speciali del programma all'interno delle quali si svolgono rispettivamente le finali delle 57ª e 58ª edizione del Premio Strega. Nel corso delle serate dal titolo Porta a Porta allo Strega, vengono come da tradizione presentati i cinque autori finalisti ed eletto il vincitore attraverso lo spoglio in diretta delle schede.

## Porta a Porta Estate
- Nelle estati del 2008 e del 2009 vengono realizzati due cicli di 8 puntate ciascuno in onda al martedì in seconda serata nel quale Bruno Vespa racconta quelli che sono stati i grandi amori del XX secolo.[148][149]
- Nell'estate del 2010 vengono realizzate 2 puntate speciali in seconda serata nelle quali Vespa accompagna i telespettatori in una visita alla necropoli romana che ospita la tomba di San Pietro, ai giardini Vaticani e alla Cappella Sistina, e nel secondo appuntamento all'interno del Palazzo del Quirinale.[senza fonte]
- Nell'estate del 2011 viene realizzata una versione settimanale in onda in seconda serata al lunedì da giugno ad agosto nella quale si ripercorrono i più noti misteri e delitti italiani.[150]
- Nell'estate del 2012 viene realizzato un ciclo di 5 puntate in onda il lunedì in seconda serata dal titolo Un'estate italiana, nei quali Vespa ripercorre con ospiti, video d'epoca e canzoni alcune tra le stagioni estive più memorabili. La quinta ed ultima puntata, dedicata al 1968, ha una durata maggiore e viene eccezionalmente trasmessa in prima serata mercoledì 4 luglio.[151]

## Audience
| Edizione | Rete televisiva | Anno      | Programmazione | Programmazione | Programmazione | Programmazione | Programmazione | Programmazione | Programmazione | Collocazione   | Media auditel  | Media auditel |
| Edizione | Rete televisiva | Anno      | L              | M              | M              | G              | V              | S              | D              | Collocazione   | Telespettatori | Share         |
| -------- | --------------- | --------- | -------------- | -------------- | -------------- | -------------- | -------------- | -------------- | -------------- | -------------- | -------------- | ------------- |
| 18ª      | Rai 1           | 2012-2013 |                |                |                |                |                |                |                | Seconda serata | 1 469 000      | 14,99%        |
| 19ª      | Rai 1           | 2013-2014 | 1 528 000      | 15,60%         |                |                |                |                |                | Seconda serata |                |               |
| 20ª      | Rai 1           | 2014-2015 | 1 172 000      | 13,00%         |                |                |                |                |                | Seconda serata |                |               |
| 21ª      | Rai 1           | 2015-2016 | 1 129 000      | 13,23%         |                |                |                |                |                | Seconda serata |                |               |
| 22ª      | Rai 1           | 2016-2017 | –              | –              |                |                |                |                |                | Seconda serata |                |               |
| 23ª      | Rai 1           | 2017-2018 | –              | –              |                |                |                |                |                | Seconda serata |                |               |
| 24ª      | Rai 1           | 2018-2019 | –              | –              |                |                |                |                |                | Seconda serata |                |               |
| 25ª      | Rai 1           | 2019-2020 | –              | –              |                |                |                |                |                | Seconda serata |                |               |
| 26ª      | Rai 1           | 2020-2021 | –              | –              |                |                |                |                |                | Seconda serata |                |               |
| 27ª      | Rai 1           | 2021-2022 | –              | –              |                |                |                |                |                | Seconda serata |                |               |
| 28ª      | Rai 1           | 2022-2023 | –              | –              |                |                |                |                |                | Seconda serata |                |               |
| 29ª      | Rai 1           | 2023-2024 | –              | –              |                |                |                |                |                | Seconda serata |                |               |

## Controversie
Nel corso degli oltre venti anni di trasmissioni e delle oltre tremilatrecento puntate realizzate, il programma e il suo conduttore sono stati spesso oggetto di polemiche a causa di alcuni personaggi invitati a partecipare al programma, come familiari di criminali o esponenti di famigerate associazioni criminali. Tra gli ospiti più discussi si ricordano il figlio di Salvatore Riina e alcuni componenti del clan dei Casamonica.